# Heimatmuseum Schloss Tenneberg
Das Museum Schloss Tenneberg ist ein 1929  begründetes Regionalmuseum  in den Räumen des Schlosses Tenneberg in Waltershausen   im Landkreis Gotha in Thüringen.

## Bestimmung und Sammlungsgebiet

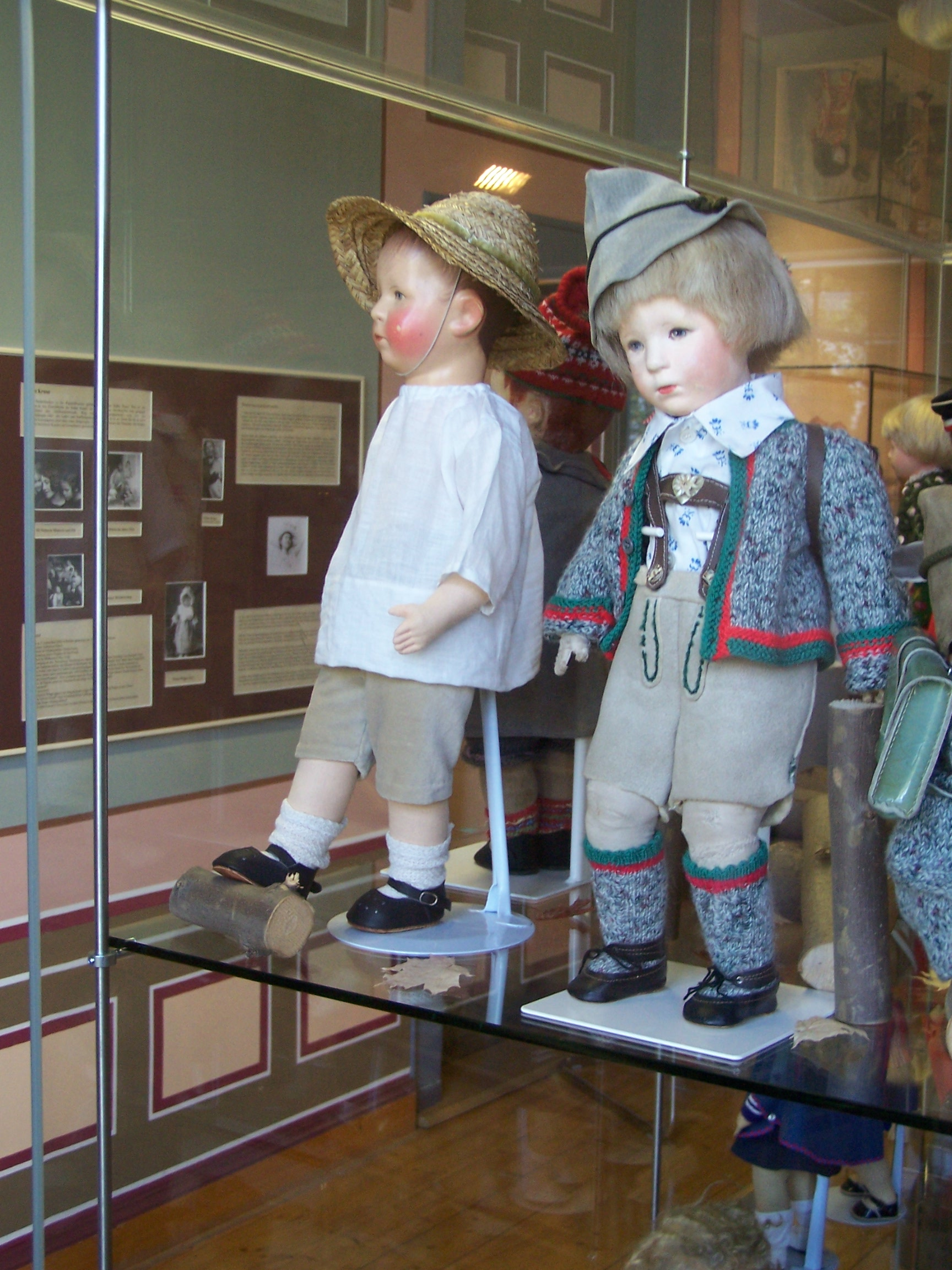
In der Puppenausstellung

Das Museum gliedert sich in die Bereiche Stadtgeschichte und städtisches Handwerk und Gewerbe, Volkskunde und Trachten, sowie die Geschichte der Puppenindustrie. Waltershausen entwickelte sich seit 1815 zum Zentrum der deutschen Puppenindustrie. Gefertigt wurden Puppen aus zunächst aus Papiermaché und Holz. Die Puppenkörper waren auch aus Stoff und Leder, die als genähte Bälge ausgestopft wurden. In den Dauerausstellungen im Museum werden zahlreiche Originalpuppen und die Abfolge der Herstellungstechniken bis in die Gegenwart präsentiert.
2009 sind unter anderem folgende Dauerausstellungen zu besichtigen:
Die Ausstellung zur Stadtgeschichte, das Tenneberger Schaumagazin mit Musealien aus der Stadtgeschichte, der Volkskunde und dem Kunsthandwerk, Zwei Jahrhunderte – Aufstieg und Fall der Waltershäuser Puppenindustrie, Von Bruno bis Biggi – Waltershäuser Puppen aus Zelluloid & PVC, Spielzeug und Puppenmöbel – aus Waltershausen 19. Jh. bis nach dem Zweiten Weltkrieg, sie kehren zurück nach Haus.

## Geschichte
Die Planungen für das Museum begannen am 21. Dezember 1926, im Sitzungssaal des Rathauses wurde mit einer allgemeinen Vorbesprechung die Bildung eines Heimatausschusses vorbereitet. Dabei wurde auch die Errichtung eines Heimatmuseums im Rittersaal  von Schloss Tenneberg angeregt. Nach Zustimmung der Landesbehörden wurde unverzüglich mit den Umbauarbeiten begonnen, das Museum konnte am 20. Oktober 1929 eröffnet werden.
Die Region Waltershausen-Tabarz-Friedrichroda war in der DDR ein beliebtes Urlaubsgebiet und wurde deshalb auch in kultureller Hinsicht gefördert. Der VEB Puppenfabrik Biggi richtete 1983 Musterzimmer im Schloss ein, welche allerdings nicht zum Museum gehörten.
Im Laufe der Jahre kam es immer wieder zu Einbruchdiebstählen im Museum. So erfolgte 1973 ein schwerer Einbruch im Magazin, das im Dachgeschoss untergebracht war. Viele Objekte, darunter die Armbrust von Herzog Johann Casimir, wurden gestohlen. 1991 wurden kostbare Kunstgüter gestohlen, darunter Fayencen, ein sehr altes Tafelbild mit der wohl ältesten Darstellung Waltershausens, die Zunftlade der Tischler, Zinngegenstände und Walzenkrüge. Ein zweiter Einbruchdiebstahl im gleichen Jahr dezimierte die Puppensammlung. Für eine umfangreiche Sanierung wurde das Museum 1995 geschlossen und 1996 wieder eröffnet. In den darauf folgenden Jahren verlagerte sich der Schwerpunkt der Ausstellung zunächst auf Puppen, die Sammlungen wurden dahingehend erweitert.

## Besucherverkehr
Grundsätzlich ist das Museum so aufgebaut, dass sich der Gast ohne Führungen im Haus umschauen kann. Dies ist seit 1995 möglich. Trotzdem werden weiterhin Führungen zu unterschiedlichen Themen angeboten:
- zur Schlossgeschichte
- zur Geschichte der Puppenindustrie
- Überblicksführungen
- Führungen durch die jeweiligen Sonderausstellungen